# Постфордизм
Постфорди́зм — современная система экономического производства, потребления и сопутствующих социально-экономических феноменов, ставшая доминирующей в наиболее экономически развитых странах с конца XX века. Название подчёркивает новый этап по отношению к фордизму, системе, сформулированной в массовом конвейерном производстве Генри Форда. Неразрывно связан с процессами глобализации и становления постиндустриального общества.
Постфордизм характеризуется следующими чертами:
- мелкосерийное производство
- узкая специализация продуктов и специальностей
- экономии размаха: издержки производства единицы продукции уменьшаются не с ростом объёма выпуска, а с ростом вариативности — числа выпускаемых продуктов (с общей элементарной базой)
- новые информационные технологии
- расцвет сферы обслуживания и «белых воротничков»
- феминизация рабочей силы